# Basilique de l'Immaculée-Conception de Lourdes
Pour les articles homonymes, voir Basilique de l'Immaculée-Conception.
La basilique de l'Immaculée-Conception est la première en date des basiliques de Lourdes, plus important centre de pèlerinage des Hautes-Pyrénées et de France.
Consacrée en 1876 elle est dite « basilique supérieure » pour la distinguer des basiliques « inférieure » (Basilique Notre-Dame-du-Rosaire) et « souterraine » (Basilique Saint-Pie-X), toutes trois faisant partie du complexe du Sanctuaire de Lourdes qui comprend encore l'église Sainte-Bernadette, dernier en date de ses lieux de culte et nombre de chapelles. Il faut noter, en outre, que Lourdes possède aussi en centre-ville une église paroissiale, l'église du Sacré-Cœur dont la construction a été initiée par l'abbé Dominique Peyramale, curé de Lourdes à l'époque des apparitions de la Vierge Marie à Bernadette Soubirous.
Située au-dessus de la basilique Notre-Dame-du-Rosaire qui fut édifiée plus tard, l'ensemble surplombant la Grotte de Massabielle où serait apparue la Vierge Marie à Bernadette Soubirous, lui révélant son identité (« Je suis l'Immaculée Conception »), la basilique a été construite de 1862 à 1871 sur les plans d'Hippolyte Durand et consacrée en juillet 1876. Elle se révéla très vite insuffisante pour recevoir les nombreux fidèles venant en pèlerinage à Lourdes, ce qui décida les autorités ecclésiastiques à lancer la construction de la basilique inférieure.

## Histoire
Le 2 mars 1858, lors de sa treizième apparition, la Vierge avait demandé à Bernadette Soubirous : « Allez dire aux prêtres de faire bâtir ici une chapelle. », demande réitérée les 3 et 4 mars. Bernadette transmit cette demande au curé de Lourdes. L'abbé Peyramale, tout d'abord réticent, fut convaincu dès le 25 mars quand Bernadette lui révéla le nom de la « dame » qui lui avait déclaré : « Je suis l'Immaculée Conception », expression que ne pouvait avoir inventée la jeune fille, ignorante et quasiment illettrée,,. L'abbé informa alors l'évêque de Tarbes. Devant l'évolution des événements (élans de ferveur, conversions et guérisons) et pressentant l'augmentation du prix du terrain, ce dernier, Mgr Laurence fit acquérir par le diocèse la langue de terre longeant le Gave et incluant le Rocher de Massabielle, terrain appartenant à la municipalité de Lourdes, transaction effective le 3 septembre 1861 après l'accord obtenu de l'empereur Napoléon III
Par un mandement du 18 janvier 1862, l'évêque confirma la position de l'Église quant à la réalité des apparitions, et décida de réaliser le souhait de la Vierge transmis par Bernadette : « Pour nous conformer à la volonté de la Sainte Vierge, plusieurs fois exprimée lors de l'Apparition, nous nous proposons de bâtir un sanctuaire sur le terrain de la Grotte, qui est devenu la propriété des évêques de Tarbes ».

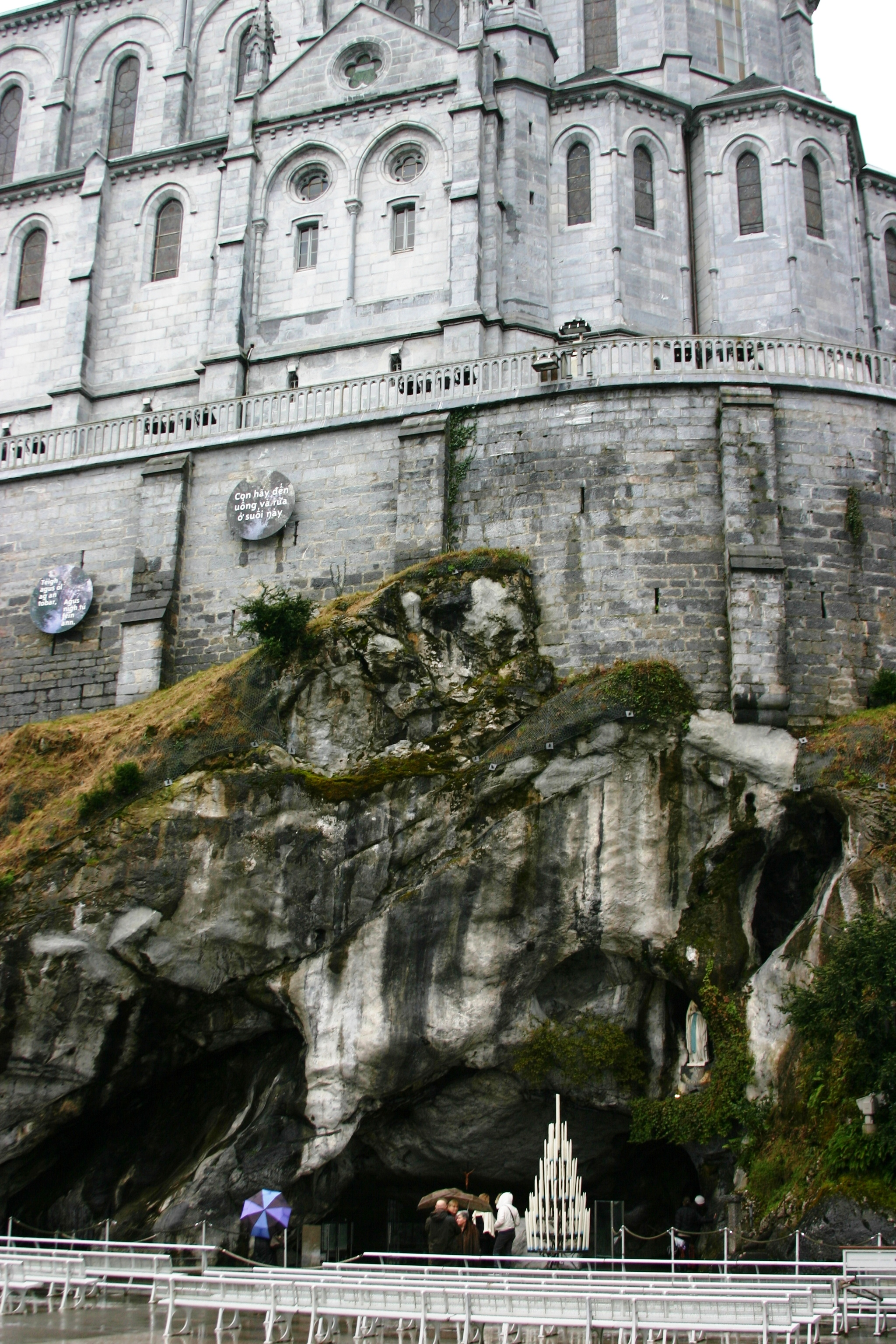
La basilique surplombe la grotte

La disposition des lieux rendit la construction difficile et nécessita des fonds assez considérables, outre le contournement de difficultés administratives : les travaux, ouverts le 13 octobre 1862 commencèrent par des travaux de voirie, l'aplanissement du sommet du rocher de Massabielle, la construction d'un énorme mur de soutènement surplombant et réservant l'entrée de la grotte, puis l'édification de la crypte au-dessus de laquelle serait ensuite construite la basilique proprement dite. Ils durèrent plus de dix ans, et Mgr Laurence décéda avant de les voir se terminer (il mourut le 30 janvier 1870 à Rome où il s'était rendu pour le premier concile œcuménique du Vatican).
Quant à Bernadette Soubirous, elle ne vit le monument qu'en cours de construction : le 19 mai 1866, elle assistait, peu avant son départ pour Nevers, à la première messe célébrée par l'évêque dans la crypte ; celui-ci avait insisté pour qu'elle assiste à la réalisation concrète du désir de la Vierge dont elle avait été l'interprète.
L'église fut bénie le 15 août 1871, la flèche terminée en mars 1872 et la consécration solennelle eut lieu le 2 juillet 1876, en présence du légat pontifical, le cardinal Guibert, archevêque de Paris. L'église avait été érigée en basilique mineure par Pie IX le 13 mars 1874.
Les coûts furent couverts par des dons venus de France et de l'étranger, dont l'emploi fut contrôlé par une commission ad hoc composée de prêtres et de laïcs, sous l'autorité de l'évêque. Les plans furent l'œuvre d'Hippolyte Durand, architecte dans la mouvance de Viollet-le-Duc, dont la dévotion envers l'Immaculée Conception ne souffrait pas de doute. Celui-ci conçut un monument de style néogothique, élevé au-dessus du Rocher de Massabielle - pour préserver la Grotte - donc nécessitant de considérables travaux de préparation, d'aplanissement et de consolidation. La disposition des lieux commanda de déroger à la tradition d'un sanctuaire orienté vers l'est : ici, l'entrée est orientée vers la ville, à l'est, et le chœur est tourné vers l'ouest.
En 2013, des travaux sont réalisés pour « sécuriser la basilique » en effectuant des purges et des réparations sur le clocher dont la pierre calcaire utilisée pour la construction s'avère friable dans le temps. Un échafaudage spécial est installé pour l'occasion. En 2020, des travaux sont entrepris pour réparer et rénover le clocher de l'église. Ces travaux qui nécessitent l'installation d'un grand échafaudage devraient se terminer pour l'été 2021.

## Architecture
De style ogival inspiré du XIIIe siècle, l'édifice est construit au-dessus d'une crypte desservie par un long couloir d'accès dont l'entrée est surmontée d'un médaillon figurant le pape Pie IX.

### La crypte
La crypte est la première chapelle construite et mise en service sur le lieu des apparitions. Elle est ouverte dès 1866, en présence de Bernadette Soubirous. La Basilique elle-même ne sera terminée que cinq ans plus tard,.
La crypte, occupant moins de cinquante mètres carrés, comprend cinq chapelles - la chapelle Saint-Michel abrite une châsse en orfèvrerie conservant des reliques de sainte Bernadette. Les murs sont entièrement couverts d'ex-votos.

#### Chapelle Saint-Michel
Les peintures de la chapelle Saint-Michel ont été restaurées en mai 2019.
En 2019, l'ancien autel de la grotte de Massabielle (jusqu'en 1908) offert par le diocèse de Sées en 1874 est mise en place dans la chapelle.
Un nouvel éclairage est mise en place autour du reliquaire et du portrait de sainte Bernadette.

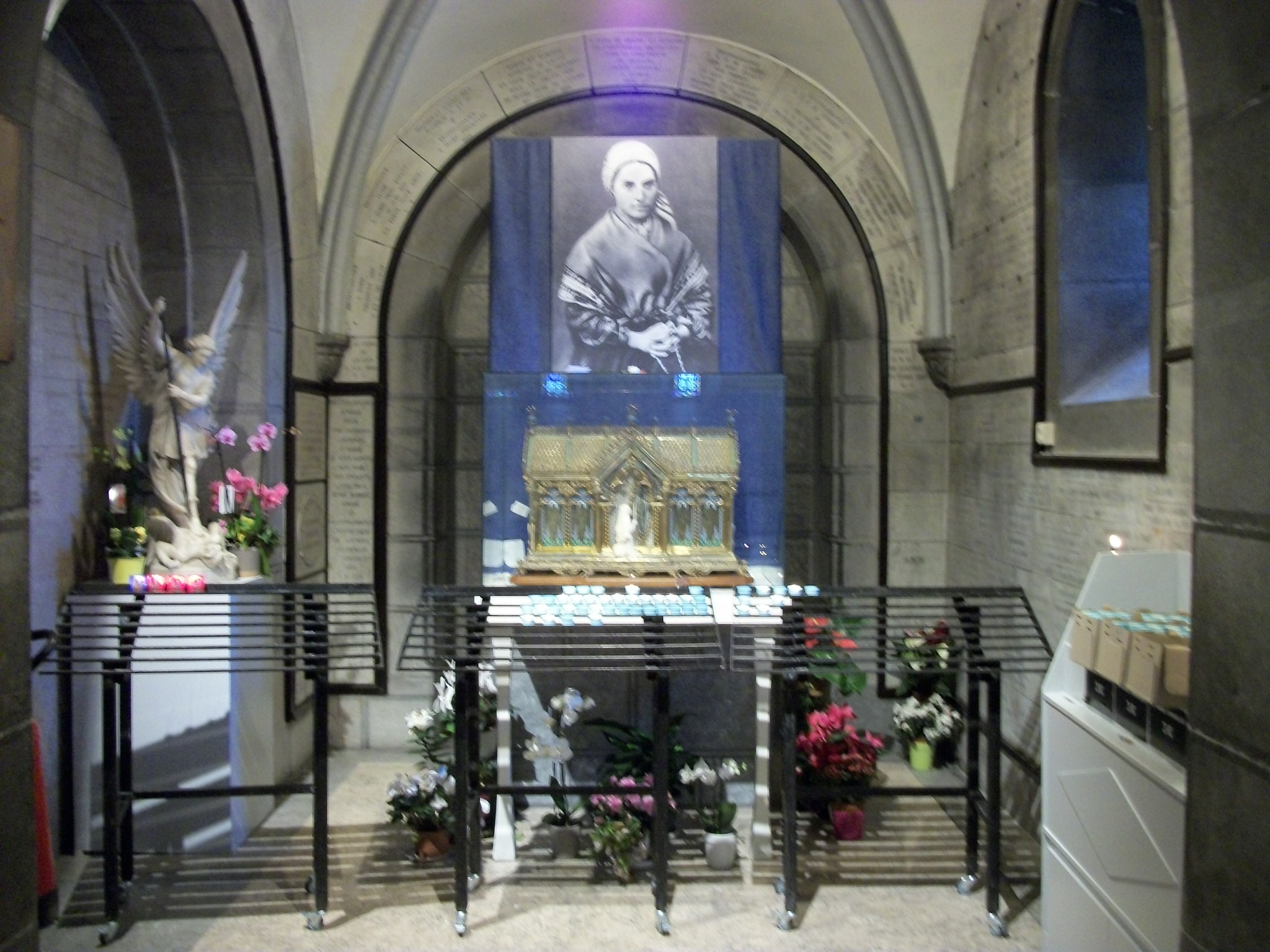
Chapelle saint Michel et chapelle des reliques de sainte Bernadette.
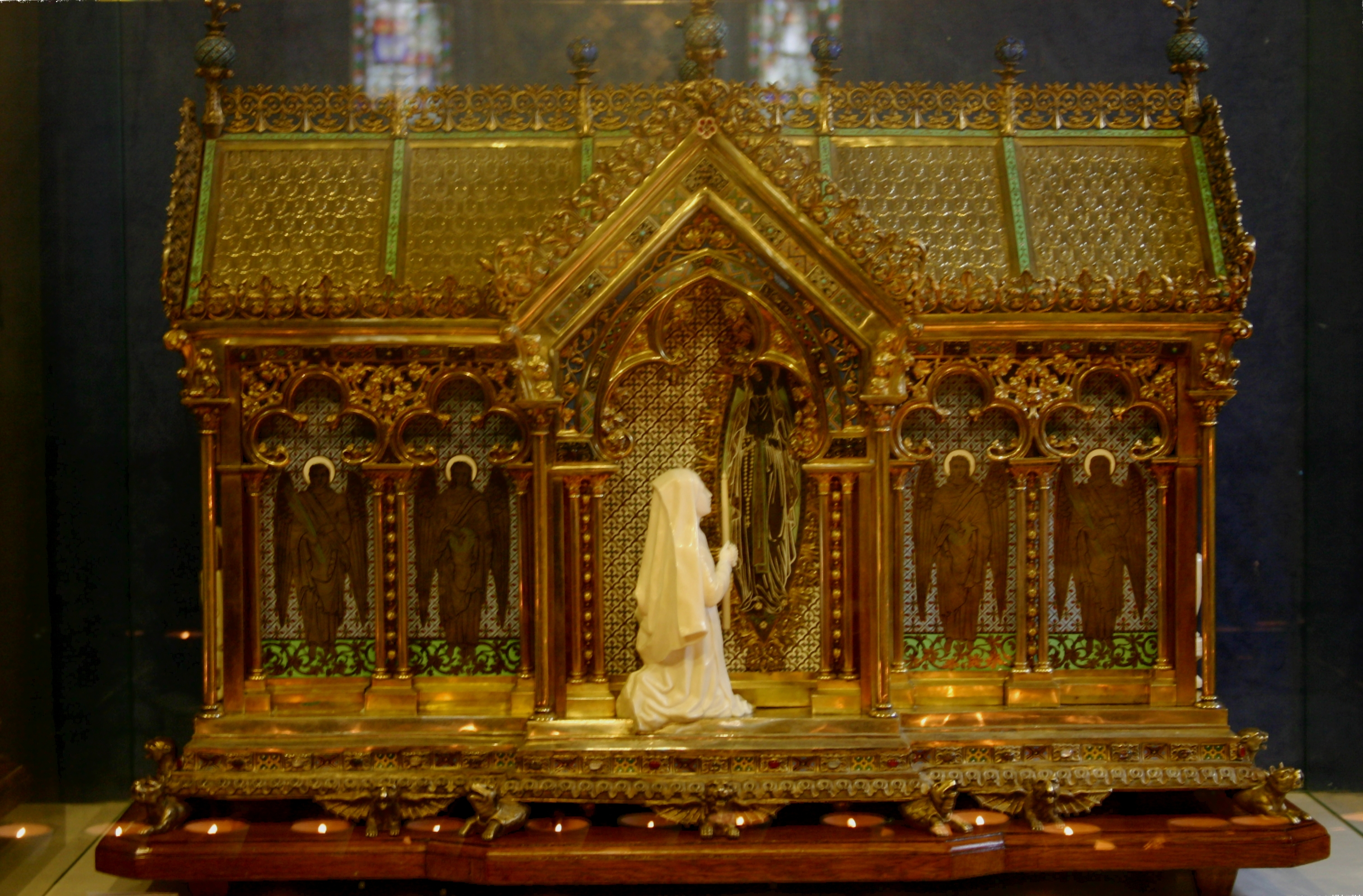
La châsse reliquaire de sainte Bernadette.
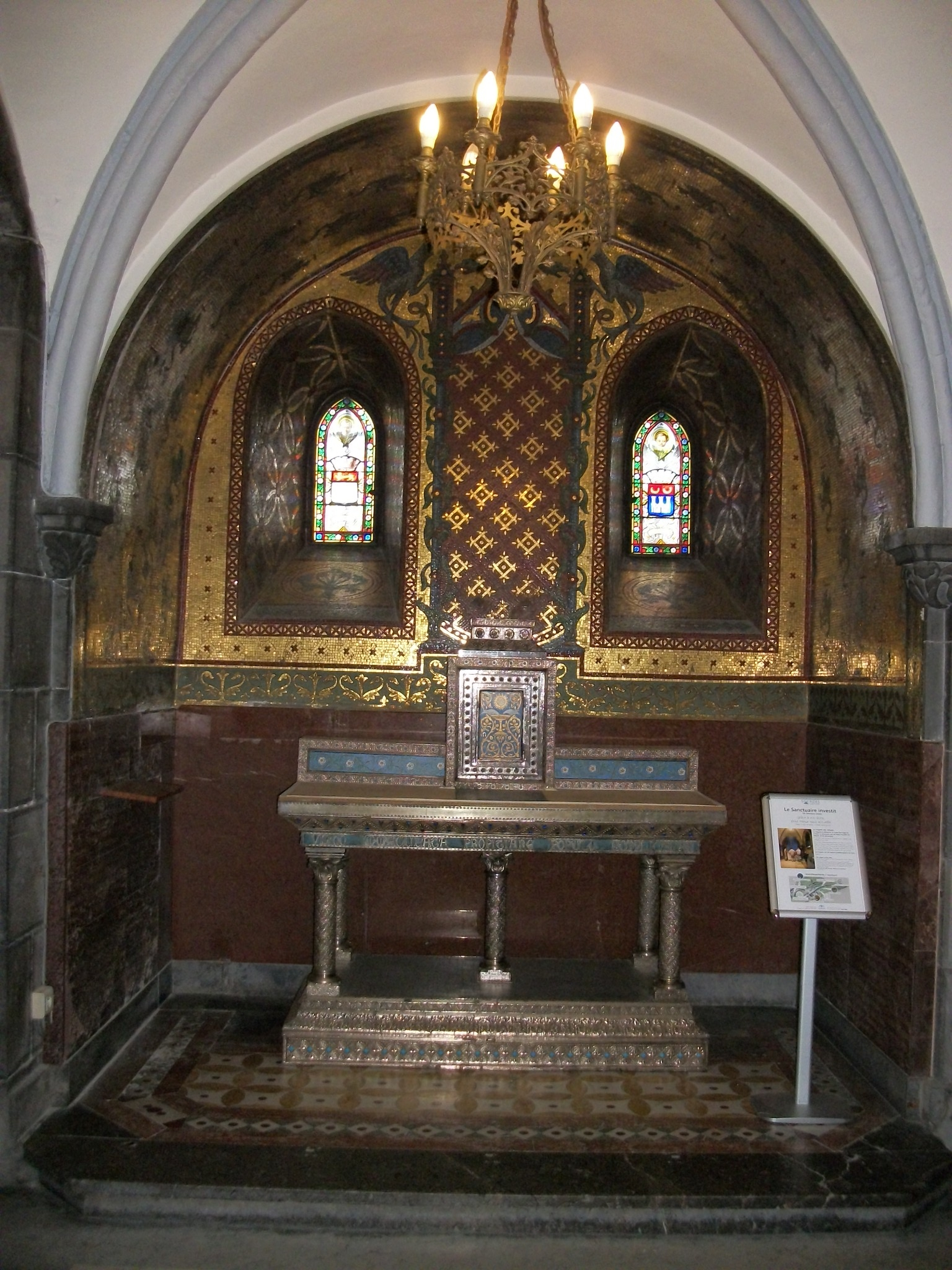
Autel et tabernacle de la chapelle Saint-Michel.

### La basilique
La basilique supérieure mesure 51 mètres de long, 21 mètres de large et 19 mètres de haut. Sa flèche culmine à 93 m au dessus du Gave. Elle comprend un chœur à déambulatoire sur lequel s'ouvrent cinq chapelles, une nef flanquée sur chaque côté de cinq chapelles situées trois marches au-dessus de cette dernière et reliées entre elles par un couloir de circulation prolongeant le déambulatoire, sans transept (élément architectural interdit par l'étroitesse du terrain). Elle présente néanmoins l'apparence d'un transept.
En 1908, deux clochetons reliés à la basilique inférieure sont ajoutés devant la basilique de l'Immaculée Conception.

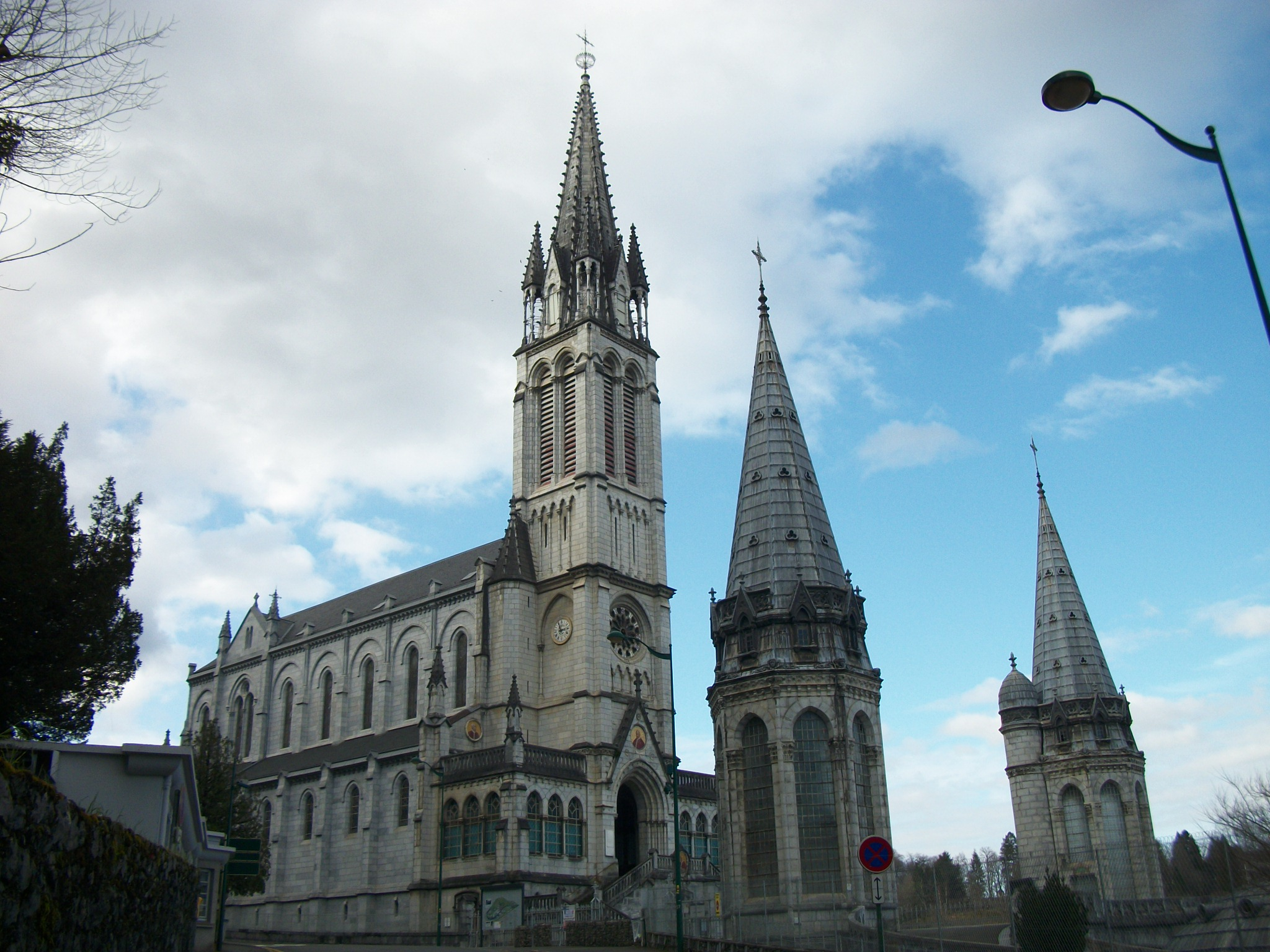
Vue du côté sud de la basilique de l'Immaculée Conception avec les deux clochetons
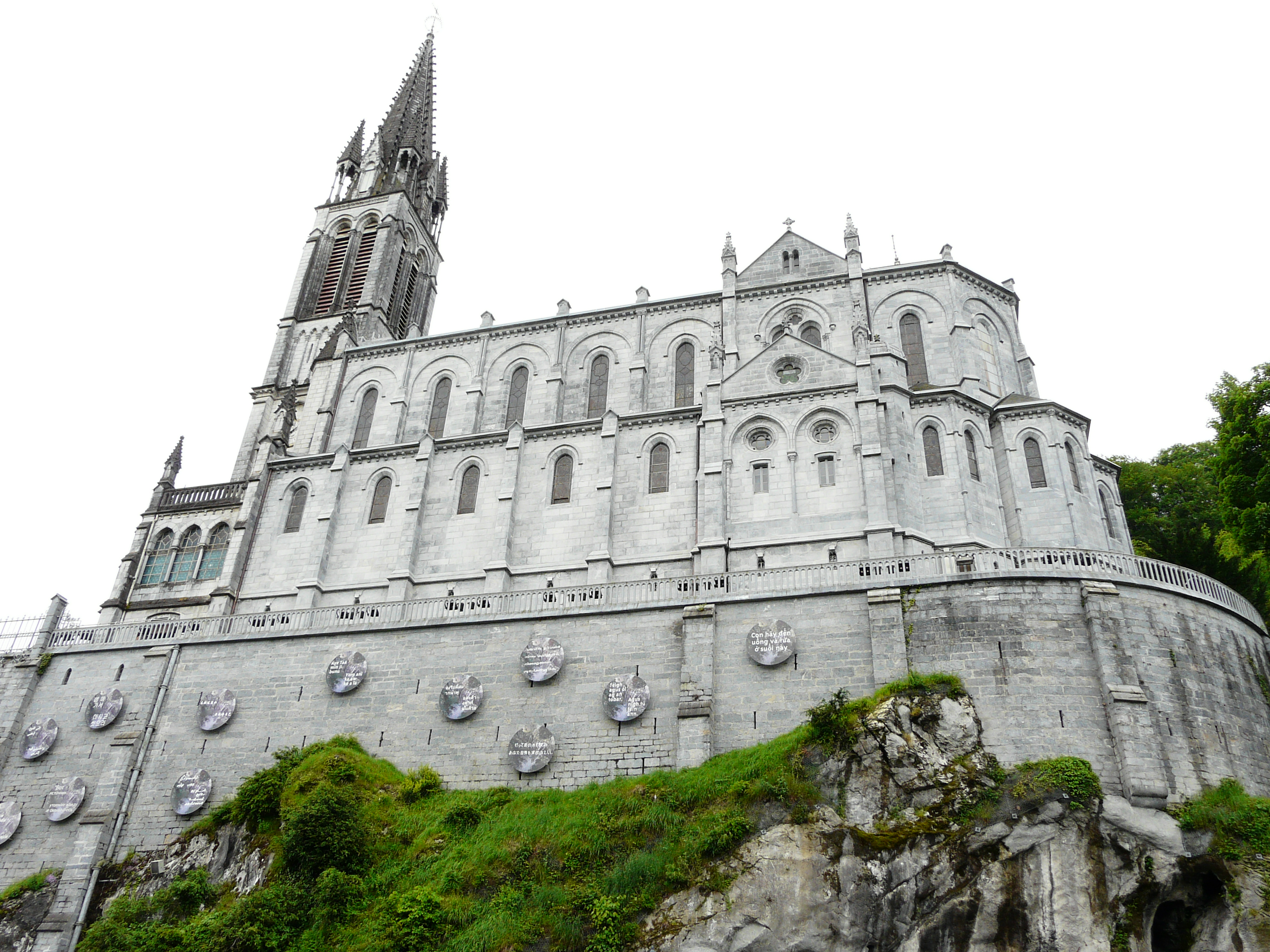
Vue du rocher et du côté nord.
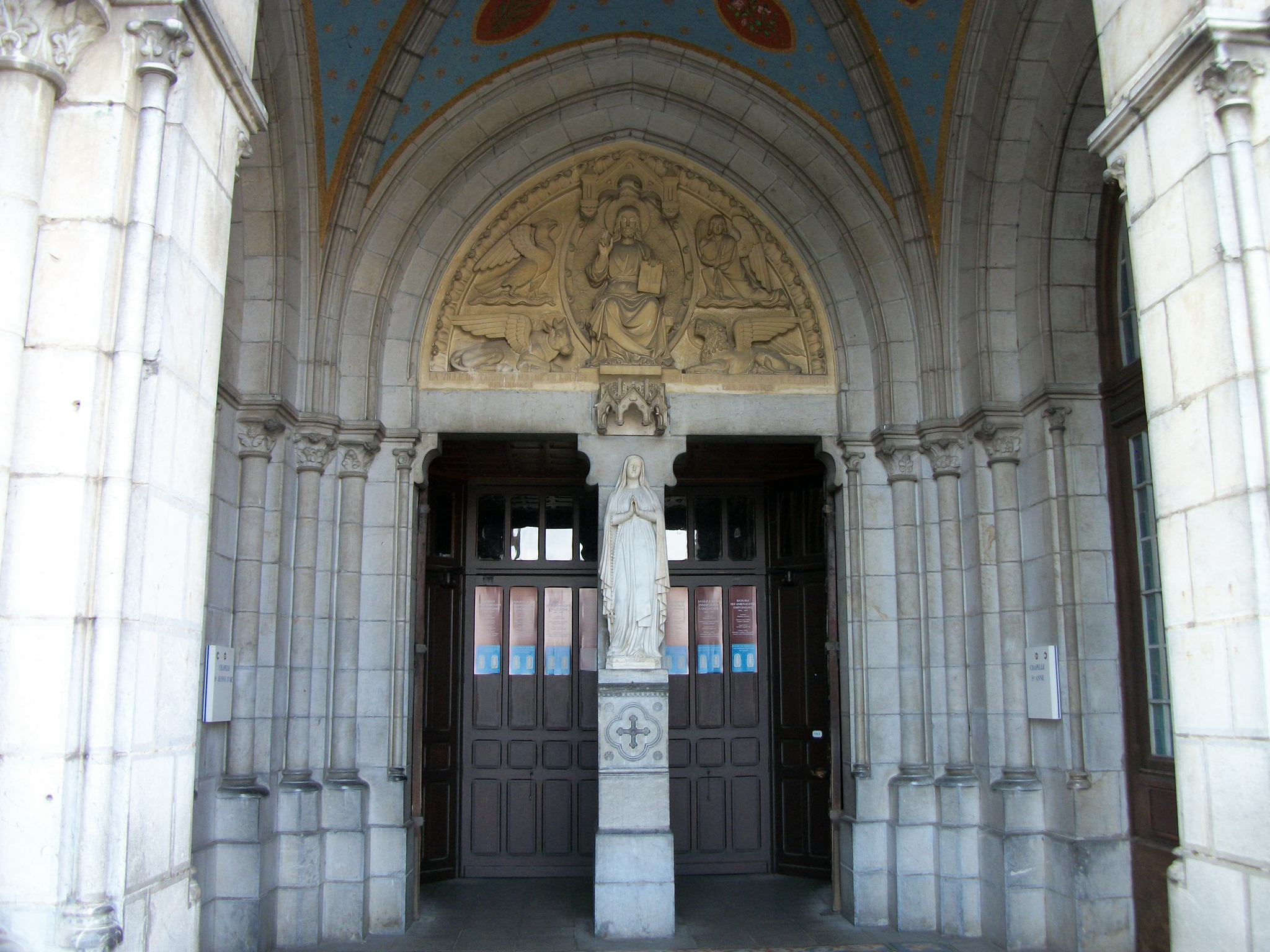
Le porche et l'entrée. Sur le pilier central est placée une statue de Notre-Dame de Lourdes. Sur le tympan du portail sont représentés le Christ pantocrator et le tétramorphe
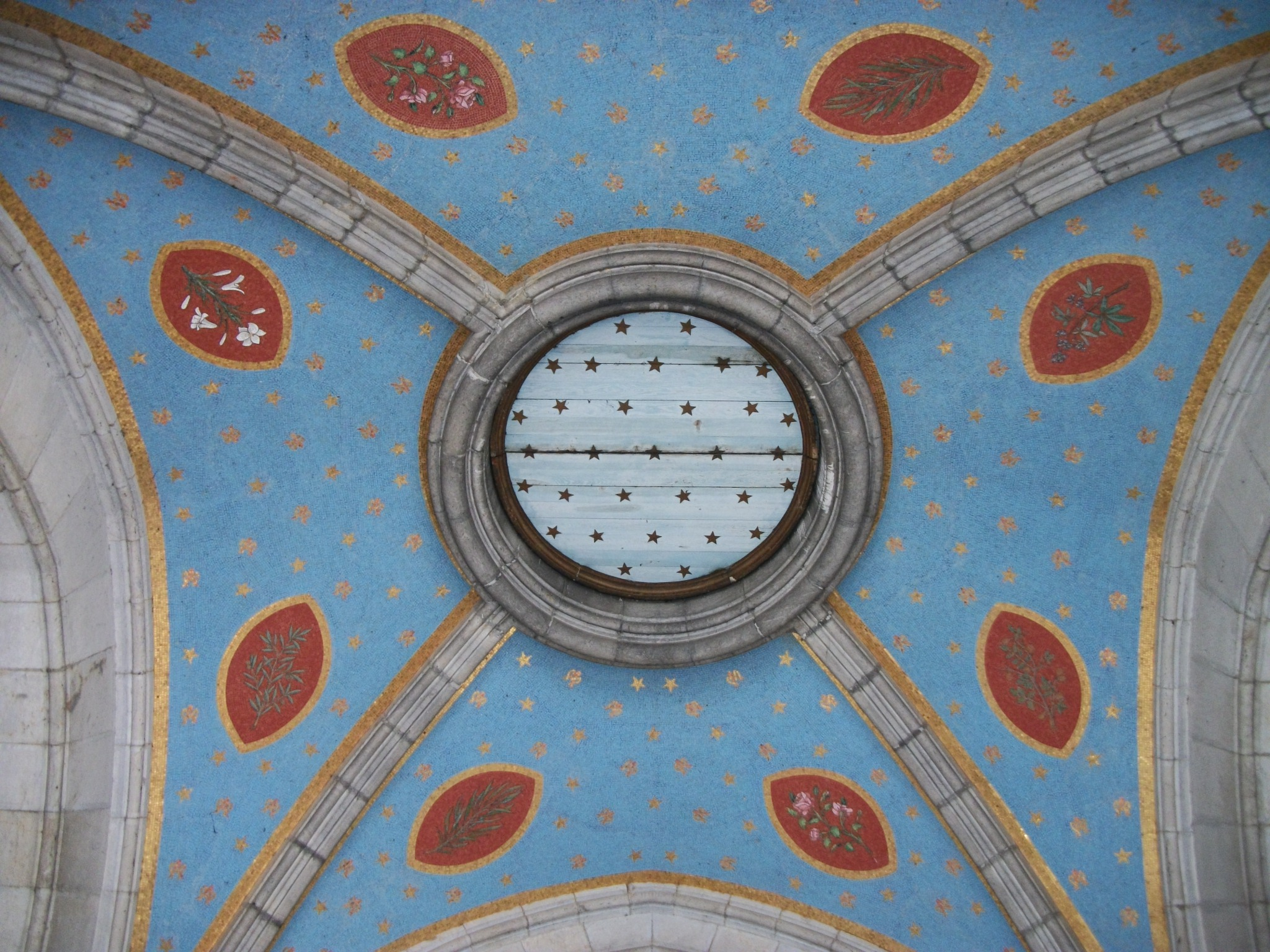
La voûte du porche est peinte d'un bleu ciel avec des étoiles dorées. Des fleurs (lys, rosiers) et des rameaux (olivier, lauriers) sont peints dans des mandorles
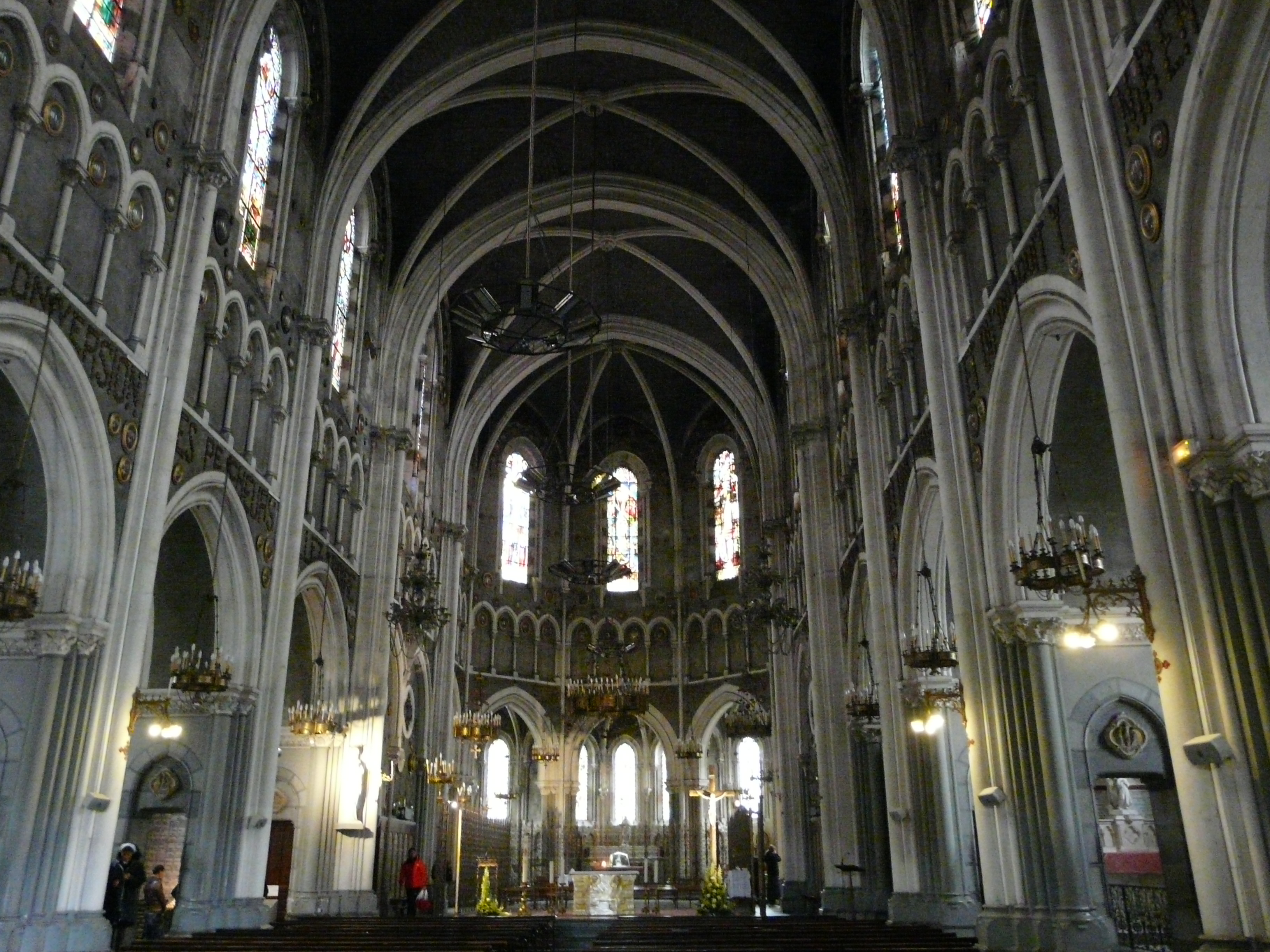
La nef

Partant du fond la nef à gauche, les chapelles sont dédiées à :
- (côté gauche de la nef, en montant vers le chœur)
  - Sainte Germaine de Pibrac
  - Saint François d'Assise
  - Saint Pierre
  - Saint Jean-Baptiste
  - Saint Joseph
- (chœur)
  - Notre-Dame-des-Victoires
  - Notre-Dame du Mont-Carmel
  - Sacré-Cœur de Jésus (chapelle axiale)
  - Notre-Dame du Rosaire
  - Notre-Dame de La Salette
- (côté droit de la nef, en descendant du chœur)
  - Sainte Anne
  - Saint Joachim
  - Saint Jean l'Évangéliste
  - Saint François-Xavier
  - Saint Bertrand de Comminges

Entre les arcades principales de la nef et du chœur et les fenêtres hautes court un triforium à quatre arcatures pour chaque travée (six arcatures pour la travée élargie correspondant au faux transept). Toutes les fenêtres sont ornées de vitraux. L'édifice a une capacité de sept cents places. La construction utilise une pierre de couleur grise avec des nervures et des arcades de couleur blanche.
L'église est dotée d'un clocher surmonté d'une flèche (hauteur totale de 70 mètres) qui domine l'ensemble du sanctuaire et de l'esplanade et surplombe le gave de Pau.

### Les cloches
Le clocher abrite les cloches du carillon ainsi que quatre cloches de volée fondues en 1873 par Auguste Hildebrand, fondeur à Paris.
- Si 2 : Jeanne-Alphonsine - 2 000 kg (environ).
- Do # 3 : Geneviève-Félicie - 1 800 kg (environ).
- Ré # 3 : Hermine-Benoîte - 1 100 kg (environ).
- Mi 3 : Cécile-Gastine - 800 kg (environ).

## Les vitraux

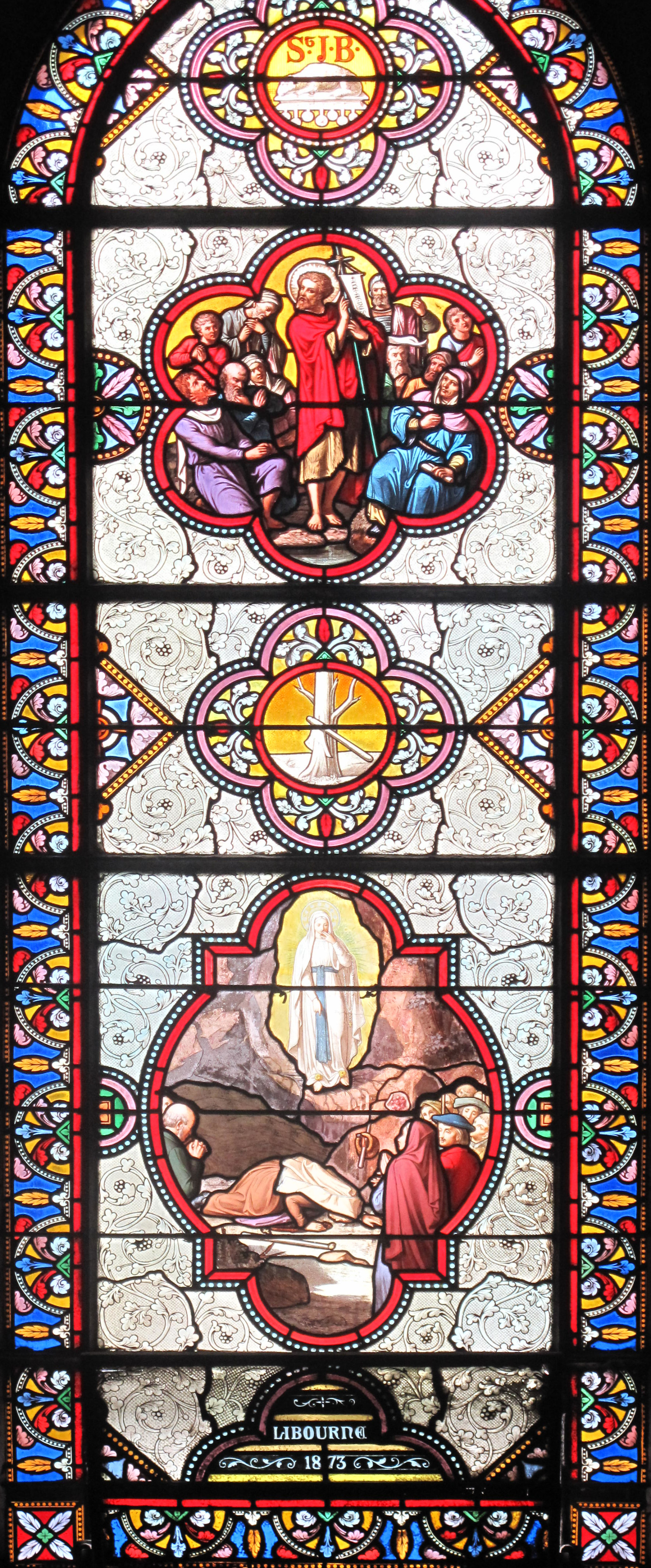

La basilique possède quarante-deux fenêtres, disposées sur deux niveaux et occupant une surface d'environ cent cinquante mètres carrés. Le projet des vitraux est du Chanoine Lambert, du diocèse de Paris, et le dessin de Lucien Laurent-Gsell. Ils ont été offerts par des diocèses, des paroisses, des congrégations religieuses ou même par des donateurs particuliers. Ils ont été posés en 1877 pour les fenêtres basses et en 1878 pour les fenêtres hautes.

### Fenêtres basses
La série du bas illustre (dans la partie inférieure des fenêtres) les événements de Lourdes depuis la première apparition (11 février 1858) jusqu'au couronnement de la statue de la Vierge (3 juillet 1876), et (dans la partie supérieure) des figures de saints dans des situations au thème apparenté ; des médaillons supplémentaires (à mi-hauteur et tout en haut) contiennent des symboles théologiques appropriés.
- Chapelle de Sainte Germaine de Pibrac : 1re apparition (11 février) ; sainte Germaine de Pibrac récite le chapelet.
- Chapelle de Saint François d'Assise : 2e apparition (14 février) ; saint François reçoit les stigmates.
- Chapelle de Saint Pierre : 3e apparition (18 février) ; saint Pierre est conduit hors de prison par l'ange.
- Chapelle de Saint Jean-Baptiste : 8e apparition (24 février) ; Jean-Baptiste désigne Jésus comme « l'Agneau de Dieu ».
- Chapelle de Saint Joseph : 13e apparition (2 mars) ; Moïse reçoit l'ordre de construite un sanctuaire.
- Chapelle de Notre-Dame-des-Victoires (deux vitraux) :
  - 9e apparition (25 février) ; Moïse frappe le rocher et fait jaillir une source.
  - Première guérisons de Lourdes ; Jésus guérit des malades.
- Chapelle de Notre-Dame du Mont-Carmel (trois vitraux) :

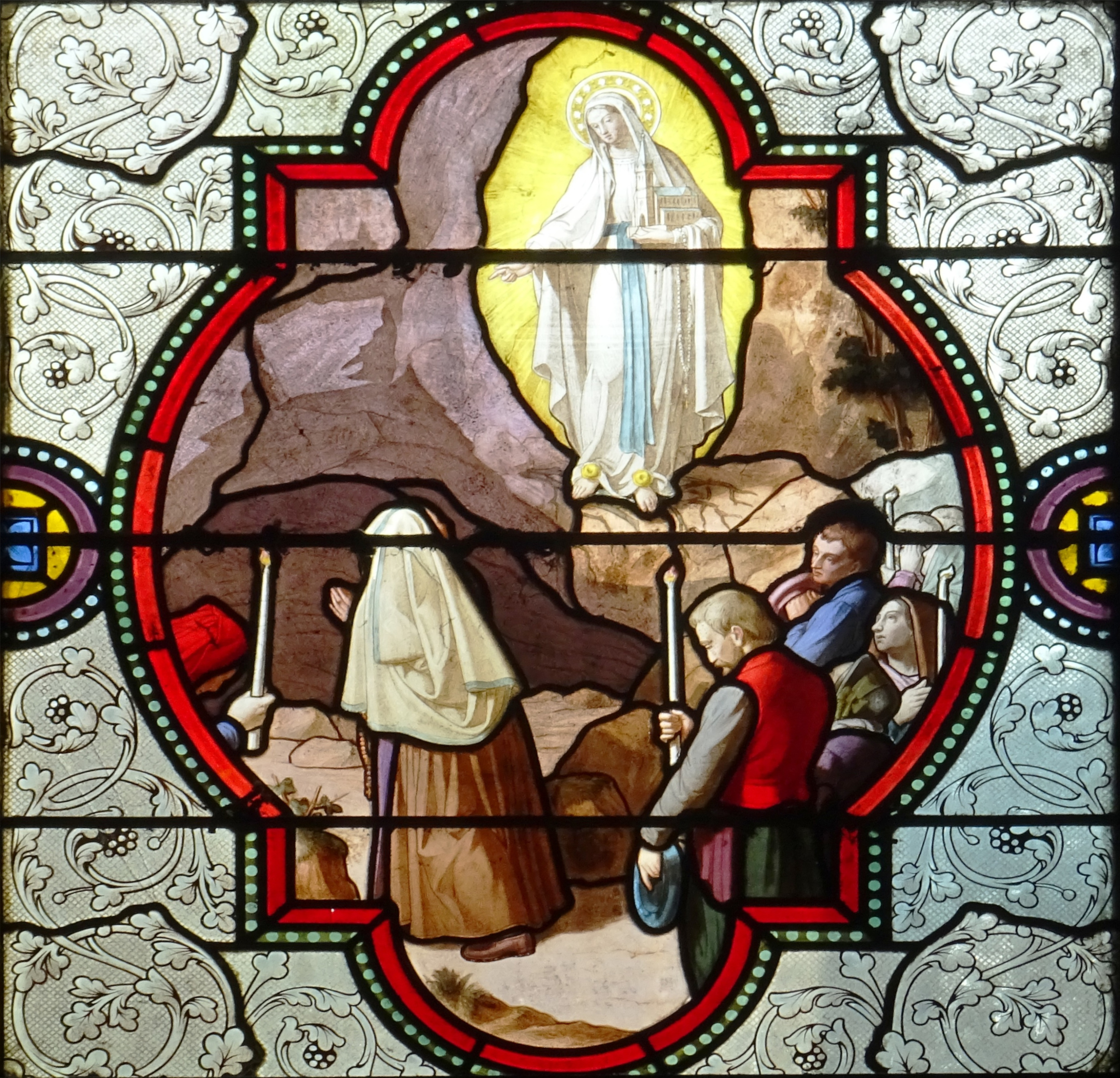
L'Immaculée Conception révèle son identité à Bernadette lors de la 16e apparition

- - 16e apparition (25 mars) ; Moïse se voit révéler le nom de Yahvé.
  - 17e apparition (7 avril) ; un séraphin et le char de feu qui emporte Élie au ciel.
  - 18e apparition (16 juillet) ; fuite de la Sainte Famille en Égypte.
- Chapelle du Sacré-Cœur (3 vitraux) :
  - Bernadette devant la commission d'enquête (juillet 1858) ; Marguerite-Marie Alacoque devant une commission d'enquête.
  - Mgr Laurence publie son mandement (18 janvier 1862) ; Marie-Madeleine / la mission des apôtres.
  - Bénédiction de la statue de la Vierge (4 avril 1964) ; sainte Marguerite-Marie pend l'image du Sacré-Cœur sur un autel.
- Chapelle de Notre-Dame-du-Rosaire (trois vitraux) :
  - Première messe à l'autel de la crypte (19 mai 1866) ; l'Annonciation.
  - Bernadette au noviciat de Nevers (juillet 1866) ; le portement de Croix.
  - Guérison de François Macary (19 juillet 1871) ; la Résurrection.
- Chapelle de Notre-Dame de la Salette (deux vitraux) :
  - Bénédiction de la chapelle par Mgr Pichenot (15 août 1871).
  - Guérison de Pierre Hanquet (27 novembre 1867).
- Chapelle de sainte Anne : Pèlerinage des bannières (6 octobre 1872) ; Marie apprend à lire auprès de sa mère. NB : Ce vitrail est pratiquement caché par l'orgue de chœur.
- Chapelle de saint Joachim : L'évêque de Rodez vient à la Grotte (15 septembre 1874) ; naissance de Marie.
- Chapelle de Saint Jean l'Évangéliste : Pie IX accorde à la chapelle le titre de basilique (13 mars 1874) ; Assomption de la Vierge.
- Chapelle de saint François-Xavier : Consécration de la basilique (2 juillet 1976) ; Saint François-Xavier élève un autel en Extrême Orient.
- Chapelle de saint Bertrand de Comminges : Couronnement de la statue de la Vierge (3 juillet 1876) ; Saint Bertrand est inhumé au pied d'une statue de la Vierge.

### Fenêtres hautes
La série du haut (fenêtres hautes de la nef) a trait au dogme de l'Immaculée Conception, depuis ses origines bibliques jusqu'à sa proclamation par le pape Pie IX le 8 décembre 1854, et aux préfigurations de la Vierge.
En partant du bas de la nef à gauche et dans le sens des aiguilles d'une montre :
- Adam et Ève chassés du Paradis terrestre, Adam entrevoit le salut des hommes par Marie.
- Au temps du Déluge, le salut est assuré par l'Arche de Noé, Sem et Japhet couvrent la nudité de leur père.
- Le sacrifice d'Abraham et l'échelle de Jacob.
- Moïse et le Buisson ardent, la toison de Gédéon.
- David et Salomon, Salomon se prosterne devant Marie.
- (dans le faux transept côté gauche, fenêtre double) : Judith et Yaël par leur action, sauvent le peuple d'Israël.
- Esther sauve le peuple d'Israël
- Rencontre de Joachim et Anne, les parents de la Vierge Marie.
- La gloire de l'Immaculée.
- Promulgation du Dogme de l'Immaculée Conception par le pape Pie IX (8 décembre 1854).
- Guérison de Mademoiselle Lambert (sœur du concepteur des vitraux).
- (dans le faux transept côté droit, fenêtre double) : le Vœu de Louis XIII consacrant la France à la Vierge Marie.
- Le Concile de Trente.
- Deux papes (Sixte IV et saint Pie V) actifs dans la reconnaissance de l'Immaculée Conception de la Vierge.
- Docteurs de l'Orient (saint Jean Chrysostome et Épiphane) et de l'Occident (Saint Ambroise et Saint Augustin).
- La femme de l'Apocalypse en laquelle l'Église reconnaît la Vierge Marie.
- L'Annonciation de l'archange Gabriel à Marie

## Les orgues

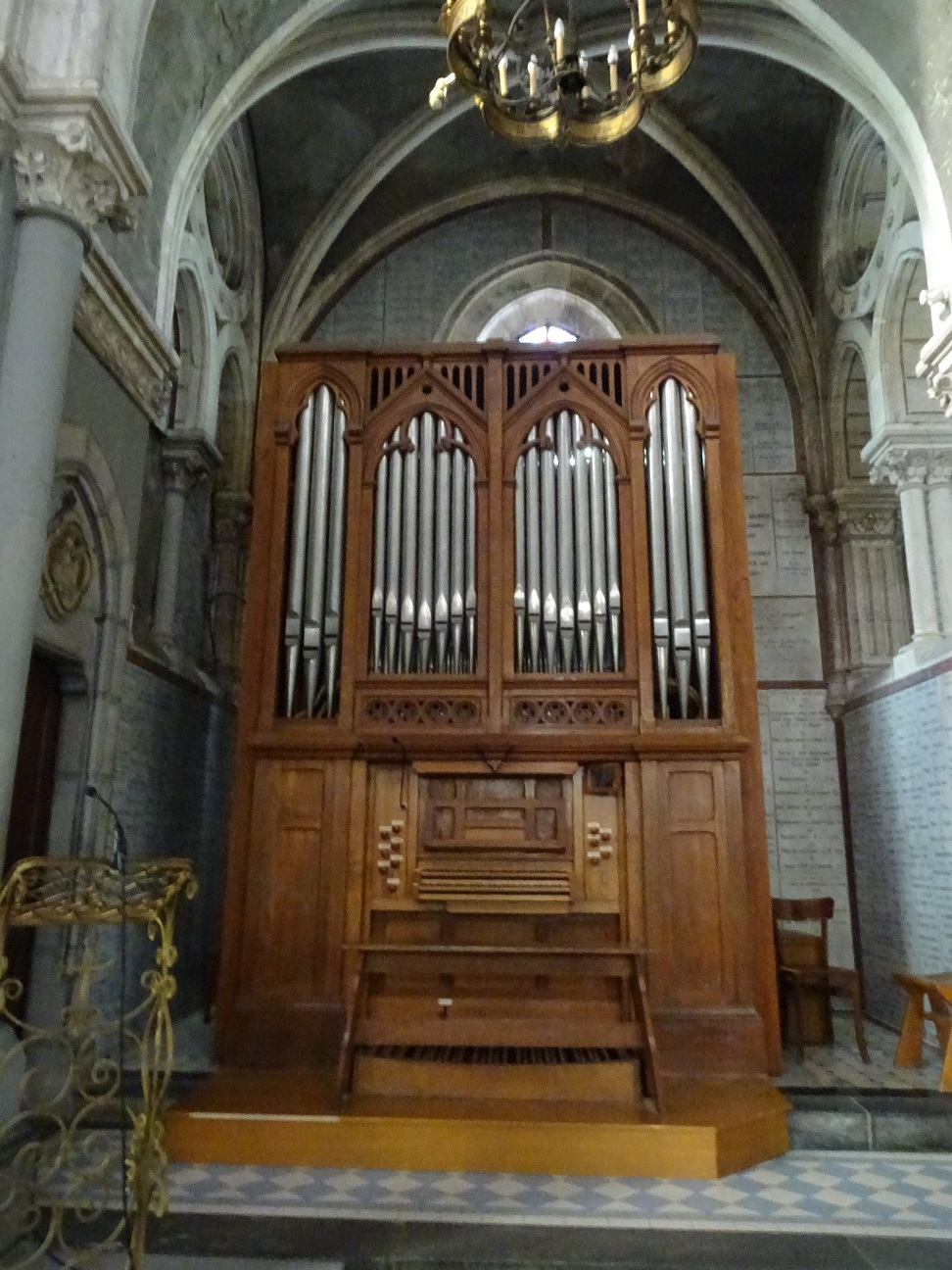
L'orgue de chœur.

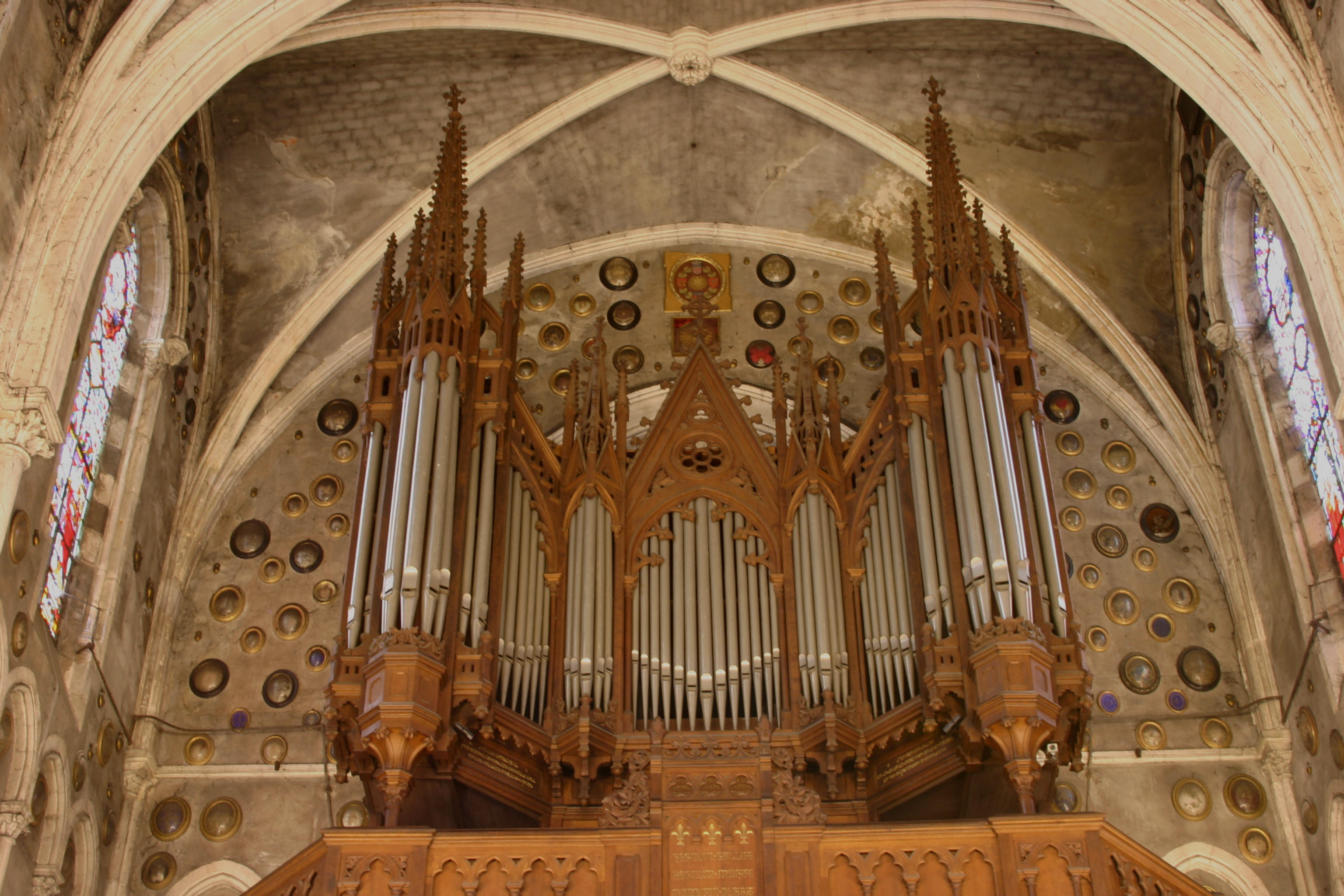
L'orgue de tribune.

La basilique possède un orgue de chœur de dix jeux datant du XIXe siècle situé à droite dans le « faux transept », construit par Aristide Cavaillé-Coll en 1872 peu de temps avant l'installation du grand orgue de tribune placé au-dessus de l'entrée.
Ce dernier instrument a été financé sur les fonds collectés à l'occasion de la « Manifestation de foi et d'espérance de la France » et construit également par le célèbre facteur Aristide Cavaillé-Coll. La boiserie en chêne de Hongrie porte cette inscription :
Comprenant vingt-cinq jeux (vingt-et-un jeux réels plus quatre emprunts pour le clavier de pédale, deux claviers et pédalier, l'orgue fut inauguré par Charles-Marie Widor.
Il fut endommagé en janvier 1877 par un violent orage et subit plusieurs modifications importantes : en 1930 et 1955 par le facteur toulousain Puget, en 1964-65 par Mr Antonio Pesce de Pau (notamment muni d'une traction électrique) enfin restauré dans sa conception d'origine (avec traction mécanique) entre 1982 et 1985 par le facteur Xavier Silbermann de Thonon-les-Bains en Haute-Savoie. À cette occasion, on avança l'orgue de deux mètres ce qui eut pour effet d'agrandir la tribune de deux mètres également, alors qu'il était initialement situé à l'intérieur de la base du clocher, en surplomb dans la nef. Il fut classé Monument Historique en 1977.

### Composition
| I Grand Orgue 56 notes |            |
| Bourdon                | 16′        |
| Montre                 | 8′         |
| Bourdon                | 8′         |
| Flûte harmonique       | 8′         |
| Salicional             | 8′         |
| Unda maris             | 8'         |
| Prestant               | 4′         |
| Octave                 | 4′         |
| Doublette              | 2′         |
| Plein-jeu harmonique   | II-V rangs |
| Basson                 | 16′        |
| Trompette              | 8′         |
| Clairon                | 4'         |

| II Récit expressif 56 notes |    |
| Flûte traversière           | 8′ |
| Gambe                       | 8′ |
| Voix céleste                | 8′ |
| Flûte octaviante            | 4′ |
| Octavin                     | 2′ |
| Trompette                   | 8' |
| Basson-hautbois             | 8' |
| Voix humaine                | 8′ |
|                             |    |

| Pédale 30 notes |     |  |
| Soubasse        | 16′ |  |
| Flûte           | 8′  |  |
| Basson          | 16′ |  |
| Trompette       | 8′  |  |

Accessoires :
- Accouplements Récit/GO
- Tirasse GO
- Tirasse Récit
- Appel Anches GO
- Trémolo Récit